# Granja penal de Lexington
También conocida como Granja para narcómanos, la U.S. Narcotics Prison Farm se estableció en mayo de 1935 en Lexington, Kentucky, como un hospital penitenciario para drogadictos y fue operado por la Oficina Federal de Prisiones de los EE. UU. y el Servicio de Salud Pública. Los reclusos fueron remitidos por los tribunales para cumplir condenas en la Granja o se admitieron por voluntad propia (dependiendo de la dispónibilidad de espacio) a partir del 29 de mayo de 1935.
Los pacientes/prisioneros recibieron tratamiento por su problema de abuso de sustancias y se les dieron nuevas habilidades laborales al trabajar en la granja o en trabajos relacionados. La granja de prisioneros de narcóticos albergaba el Centro de Investigación de Adicciones (Addiction Research Centre), un importante centro de investigación centrado en el estudio del abuso y la dependencia a las drogas, en particular la dependencia de los opiáceos y LSD, utilizando a la población reclusa. La investigación de este tipo sobre prisioneros rara vez se realiza hoy debido a preocupaciones éticas, aunque las prisiones siguen siendo lugares importantes para el estudio de los programas de tratamiento.
El hospital se conoció oficialmente como el Centro de Investigación Clínica. En 1967, cambió su nombre a 'Instituto Nacional de Salud Mental, Centro de Investigación Clínica'. Hoy se conoce como Centro Médico Federal de Lexington. 